# Władysław Estko
Władysław Estko herbu własnego (zm. w 1743 roku) – generał audytor armii Wielkiego Księstwa Litewskiego, kapitan dragonii gwardii Jego Królewskiej Mości, strażnik kowieński w latach 1713–1743.
Żonaty z Anną Karpiówną.
Był wyznawcą kalwinizmu.